# Dumbrăvița, Arad
Dumbrăvița este un sat în comuna Bârzava din județul Arad, la limita între regiunile istorice Banat și Crișana, România. La recensământul din 2002, satul avea o populație de 349 locuitori.

## Imagini

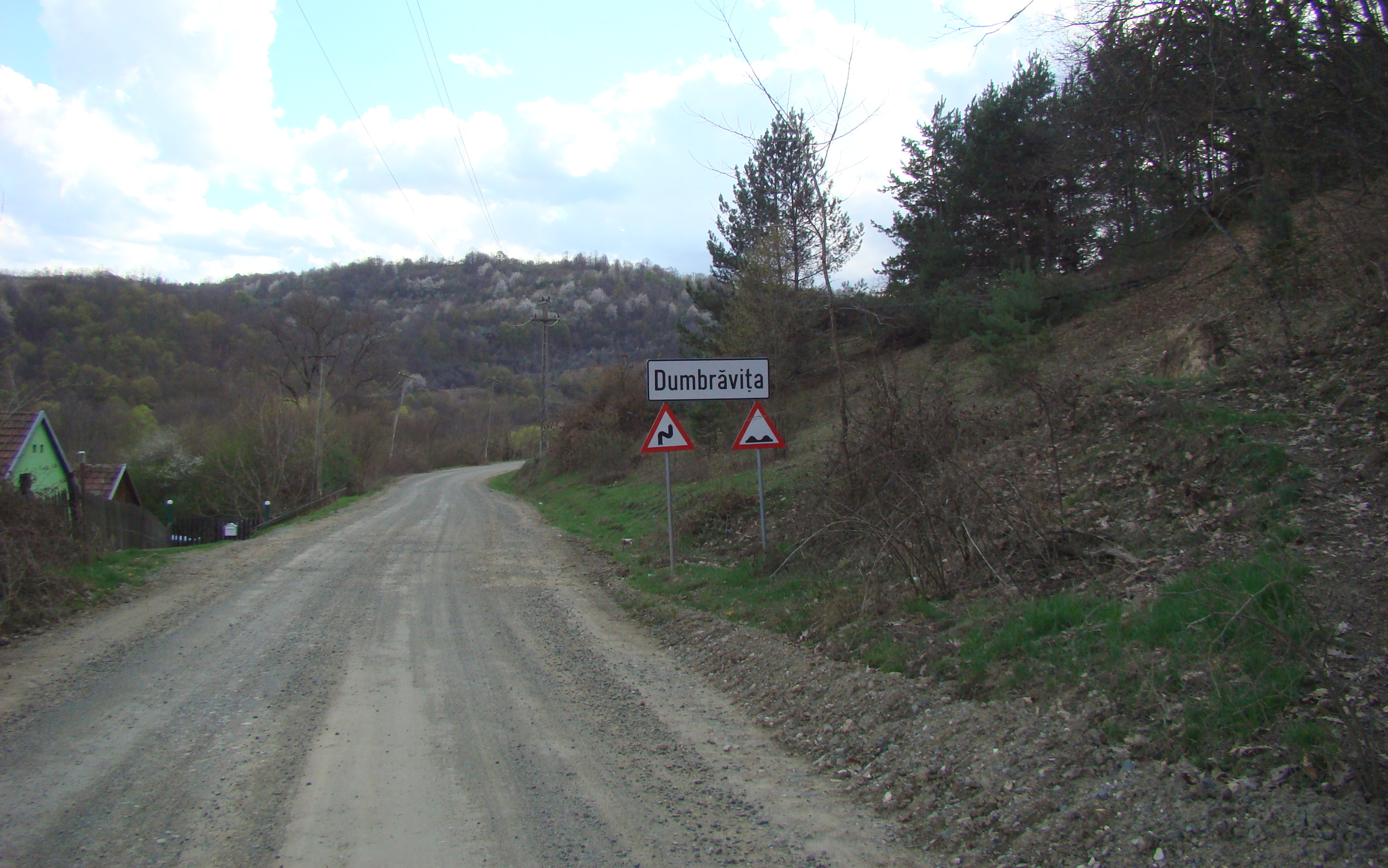
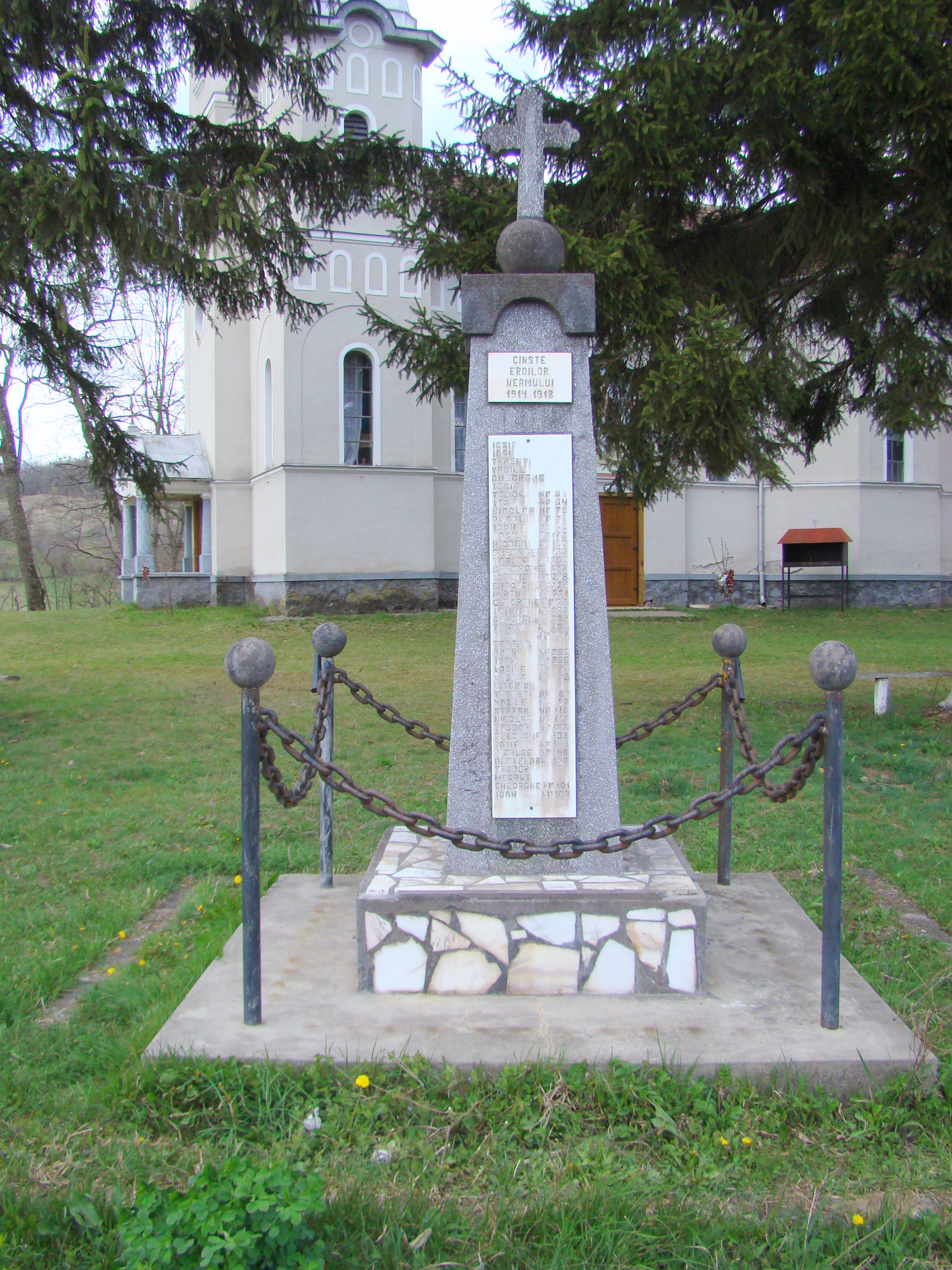
Monumentul Eroilor
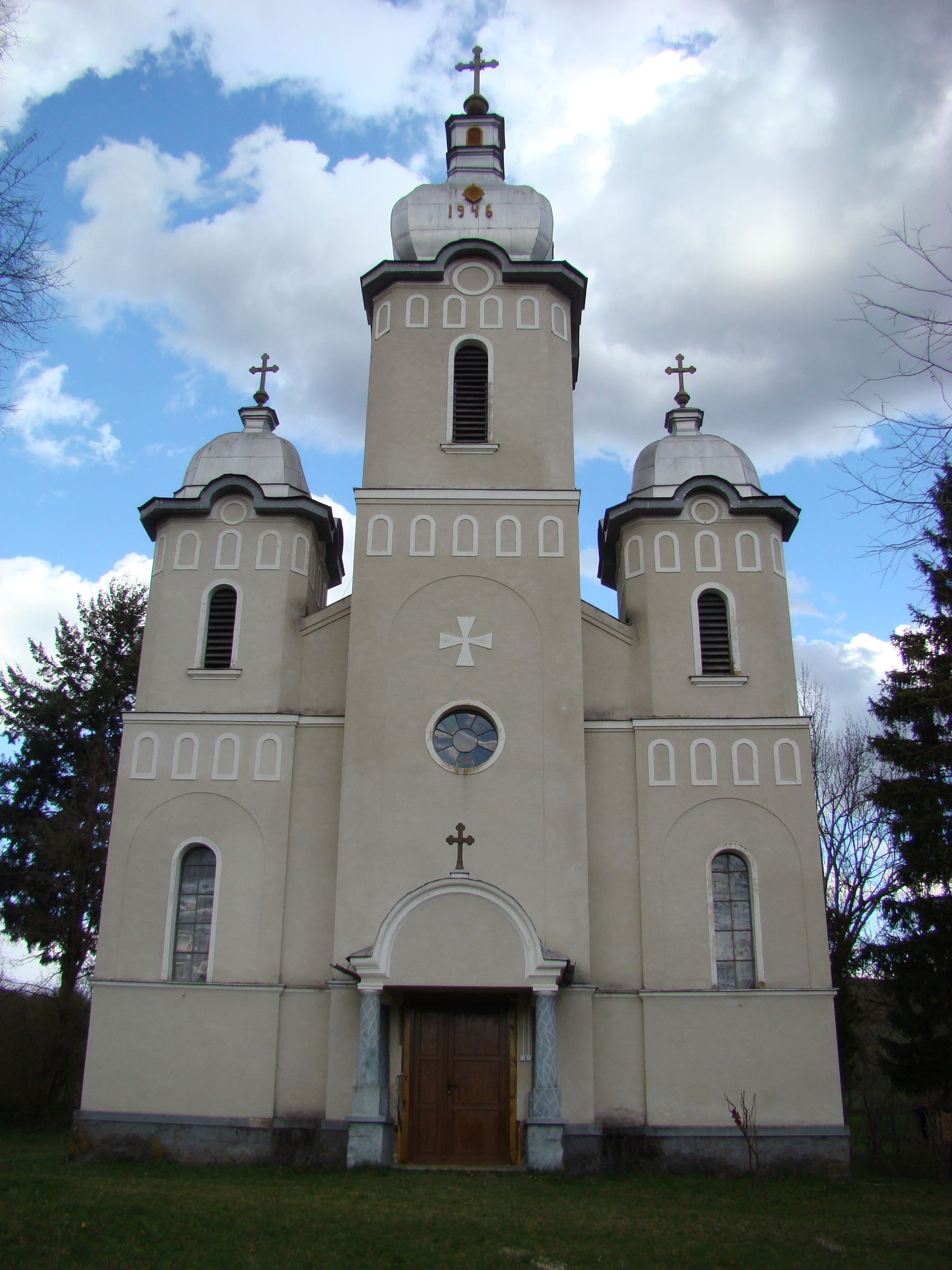
Biserica „Sfântul Mare Mucenic Dimitrie”
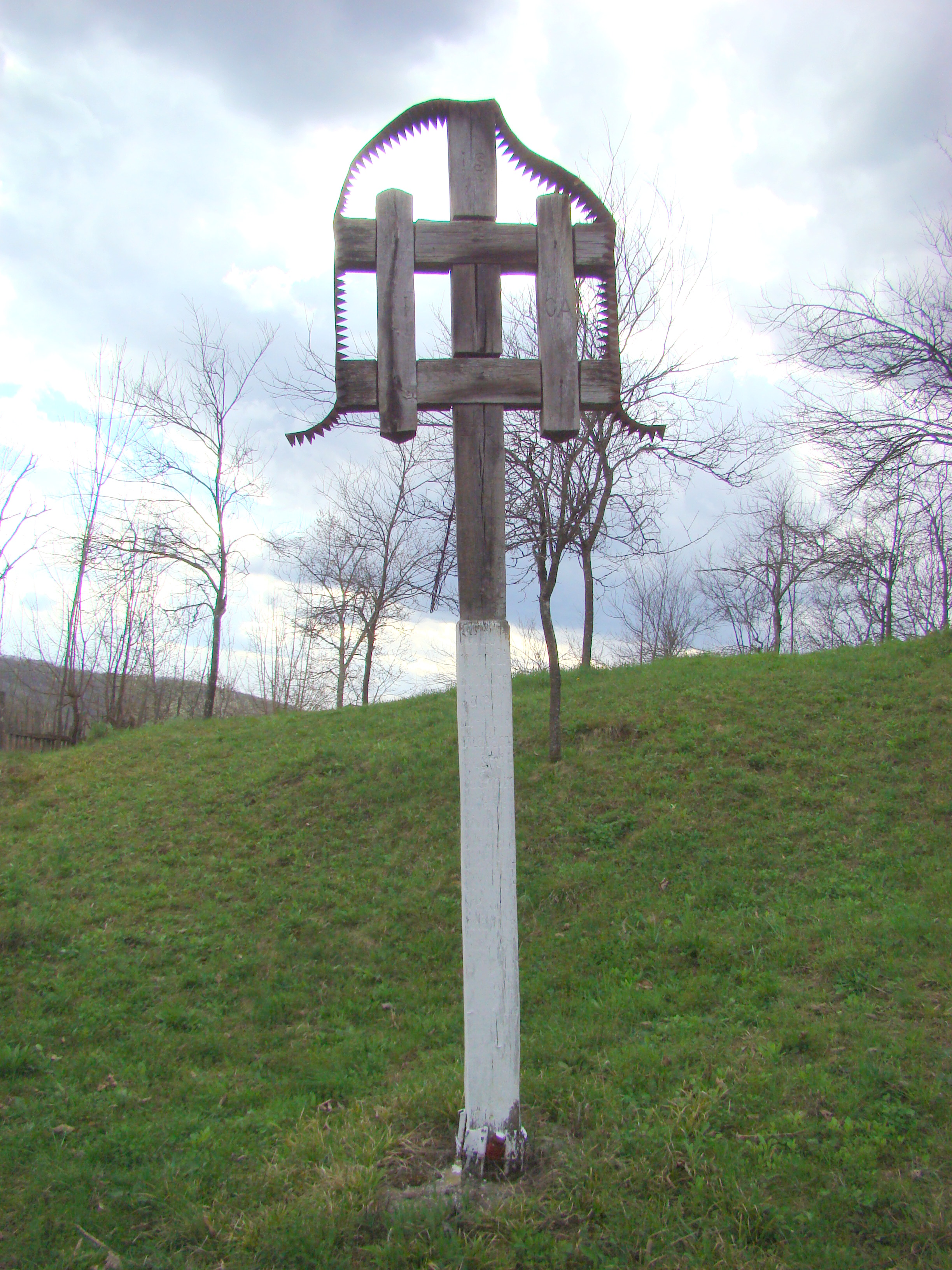
Troiță